# Corradino D'Ascanio

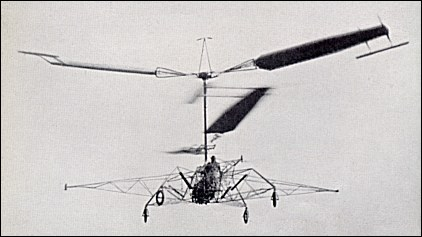
L'hélicoptère D'AT3

Corradino D'Ascanio, né le 1er février 1891 à Popoli, dans la province de Pescara dans les Abruzzes, Italie, et mort le 6 août 1981 à Pise, est un ingénieur mécanicien italien.

## Biographie
Corradino D'Ascanio est l'inventeur du scooter, la Vespa
- 1914 : Diplôme d'ingénieur à l'école polytechnique de Turin
- Volontaire dans l'armée du génie
- 1916 : Il travaille à la fabrique de construction aéronautique « Pomilio »
- 1925 : Fondation avec le baron Pietro Trojani d'une société qui réalisera un hélicoptère
- 1933 : Entrée chez Piaggio pour le développement d'avions et d'hélicoptères
- 1946 : Invention du scooter

### Hélicoptères
En 1916, D'Ascanio est assigné à la Fabbrica Aeroplani Ing. O. Pomilio, un constructeur d'avions. En 1918, après la Première Guerre mondiale, les frères Pomilio vendent la firme et partent avec leur équipe, dont D'Ascanio, pour Indianapolis, aux États-Unis, pour créer la Pomilio Brothers Corporation.
À son retour en Italie, en 1919, D'Ascanio s'installe à Popoli et se concentre sur l'hélicoptère. Il fonde une société en 1925 avec le baron Pietro Trojani qui, subventionné par le ministère de l'aéronautique, produit en 1930 son troisième prototype, l'appareil coaxial D'AT3. Cet engin relativement grand est équipé de deux rotors coaxiaux contrarotatifs et est contrôlé par des petits volets fixés sur le bord de fuite des pales (un concept qui sera repris plus tard par d'autres constructeurs, comme Bleeker ou Kaman). Trois petites hélices, montées sur le châssis, renforcent le contrôle sur les trois axes.
Le 10 octobre 1930, à l'aéroport de Rome Ciampino, l'Italien Marinello Nelli parcourt avec le D'AT3 une distance en ligne droite de 1 078 mètres en 8 min 45 s, montant à 18 mètres, trois records enregistrés par la Fédération aéronautique internationale (FAI).
À la suite de la Dépression pendant laquelle le gouvernement de Benito Mussolini se concentre sur la production de produits « standard », l'entreprise ferme en 1932 et D'Ascanio va travailler pour Piaggio. Il y réalisera la conception de nombreuses hélices pour Piaggio Aero. Son rôle fut assez important pour qu'il soit promu général de la Regia Aeronautica (l’armée de l’air royale italienne). Il relancera le développement de ses hélicoptères à partir de 1942 sous les ordres du président de Piaggio S. p. A., Enrico Piaggio.